# 뉴퍼마켓
뉴퍼마켓은 대한민국의 전자 상거래 기업으로, 주로 노트북, 데스크탑, 스마트기기, 가전 등의 전자제품을 판매하는 웹사이트이다.

## 개요
단순 반품, 단기 렌탈, 박스 개봉, 미사용 상품 등을 회수하여 재상품화한 리퍼비시 제품을 주로 판매한다. 오프라인 매장으로는 송도, 가산, 동대문점 3곳이 있다.

## 역사
원래 이름은 AJ전시몰이었다. 2022년 7월 1일부로 뉴퍼마켓으로 브랜드 명칭을 변경한다고 한다.

## 특징
새 제품과 비교했을 때 80% 정도 할인된다.
중고, 리퍼비시 제품이지만 자체 A/S 기간이 있어 애프터 서비스 이용도 가능하다.